# نصرالله خان
نصرالله خان (۱۸۷۴–۱۹۲۰) دومین پسر امیر عبدالرحمن بود. او پس از کشته‌شدن برادرش حبیب‌الله خان، خود را شاه نامید و به مدت یک هفته از ۲۱ تا ۲۸ فوریه ۱۹۱۹ امیر افغانستان بود. سپس امان‌الله خان (بعدا شاه امان‌الله) پسر سوم حبیب‌الله در کابل سلطنت را به‌دست گرفت و نصرالله وادار به کناره‌گیری شد.